# Cheyenne Pahde
Cheyenne Pahde (* 4. Oktober 1994 in München) ist eine deutsche Schauspielerin und Sängerin.

## Werdegang
Cheyenne Pahde kam als Zwillings-Tochter eines Deutschen und einer Kroatin in München zur Welt. Bereits im Alter von drei Jahren begannen Pahde und ihre Zwillingsschwester Valentina 1998 mit den Dreharbeiten für die ZDF-Serie Forsthaus Falkenau. Entdeckt worden waren die Geschwister ein Jahr zuvor, als die Produktion in Münchner Kindergärten gezielt nach einem blonden Schwesternpärchen für die Rolle der Katharina Arnhoff suchte. Da die Richtlinien für Kinder, die an Drehprojekten beteiligt sind, eingehalten werden mussten, teilten sich die Pahde-Zwillinge ihren Part zunächst mit anderen Schauspielerinnen, die die Figur zum Teil auch schon vorher gespielt hatten. Erst ab der elften Staffel, deren Ausstrahlung im März 2002 begann, verkörperten die beiden Schwestern diese Rolle abwechselnd. Letztmals wirkten sie in Folge 220 mit, die am 29. Dezember 2006 gesendet wurde.
Von Juli 2016 bis Oktober 2021 war Pahde in der RTL-Soap Alles was zählt in der Rolle der Marie Schmidt zu sehen. 2017 nahm sie als Kandidatin an der 10. Staffel der Tanzshow Let’s Dance teil und belegte, zusammen mit ihrem Tanzpartner Andrzej Cibis, den achten Platz.
Im Januar 2019 eröffneten die Zwillinge ihren eigenen „Feinkostladen Pahde“ in München. Pahde spricht auch Kroatisch.

## Filmografie

### Serien
- 2002–2006: Forsthaus Falkenau (Fernsehserie)
- 2015: Aktenzeichen XY … ungelöst (Fernsehsendung)
- 2016–2021: Alles was zählt (Fernsehserie)
- 2022–2024: Blutige Anfänger (Fernsehserie)

### Shows
- 2017: Let’s Dance
- 2022: Verstehen Sie Spaß?